# Japonactaeon nipponensis
Japonactaeon nipponensis is een slakkensoort uit de familie van de Acteonidae. De wetenschappelijke naam van de soort is voor het eerst geldig gepubliceerd in 1911 door Yamakawa.